# А-Гудіня
А-Гудінья (гал. A Gudiña, ісп. La Gudiña) — муніципалітет в Іспанії, у складі автономної спільноти Галісія, у провінції Оренсе. Населення — 1584 осіб (2009).

## Географія
Муніципалітет розташований на португальсько-іспанському кордоні.
Муніципалітет розташований на відстані близько 340 км на північний захід від Мадрида, 65 км на південний схід від Оренсе.
Муніципалітет складається з таких паррокій: Барша, О-Канісо, Карраседо-да-Серра, А-Гудінья, Парада-да-Серра, Пентес, Сан-Лоуренсо-де-Пентес, О-Тамейрон.

## Демографія
Динаміка населення (INE ):

## Галерея зображень

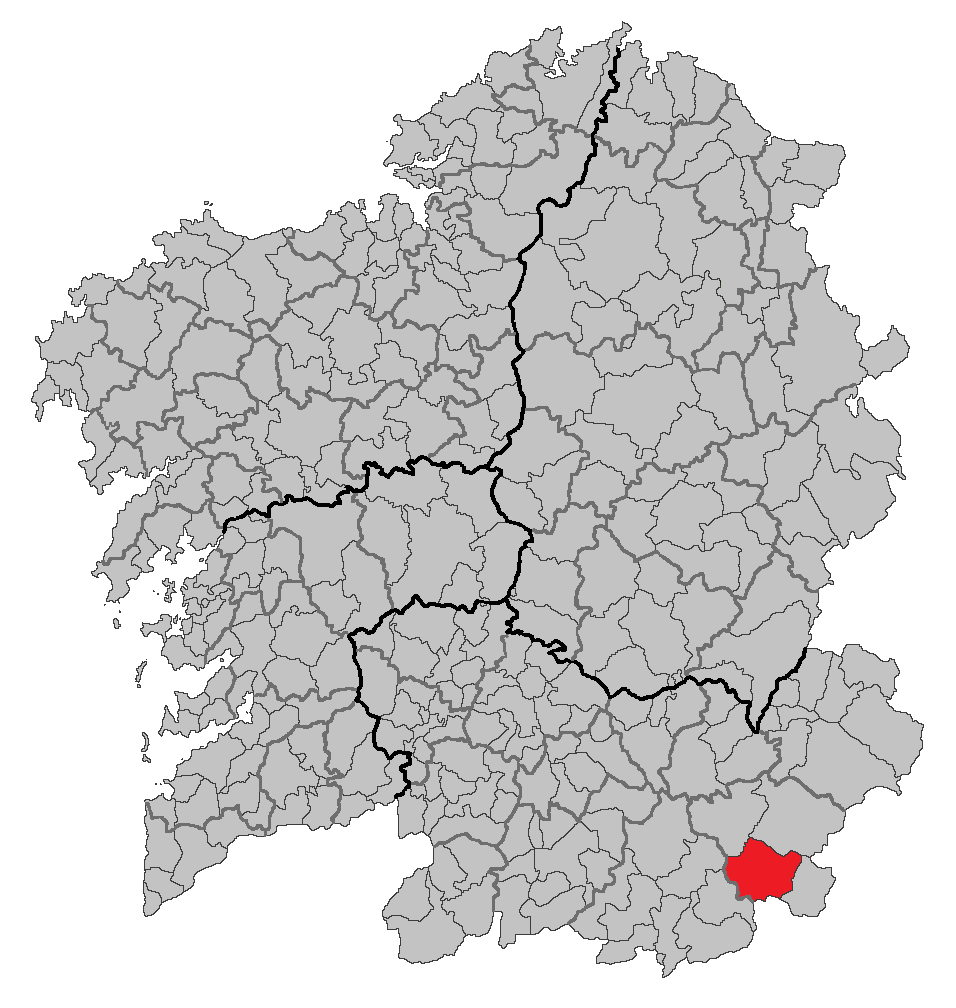
Розташування муніципалітету
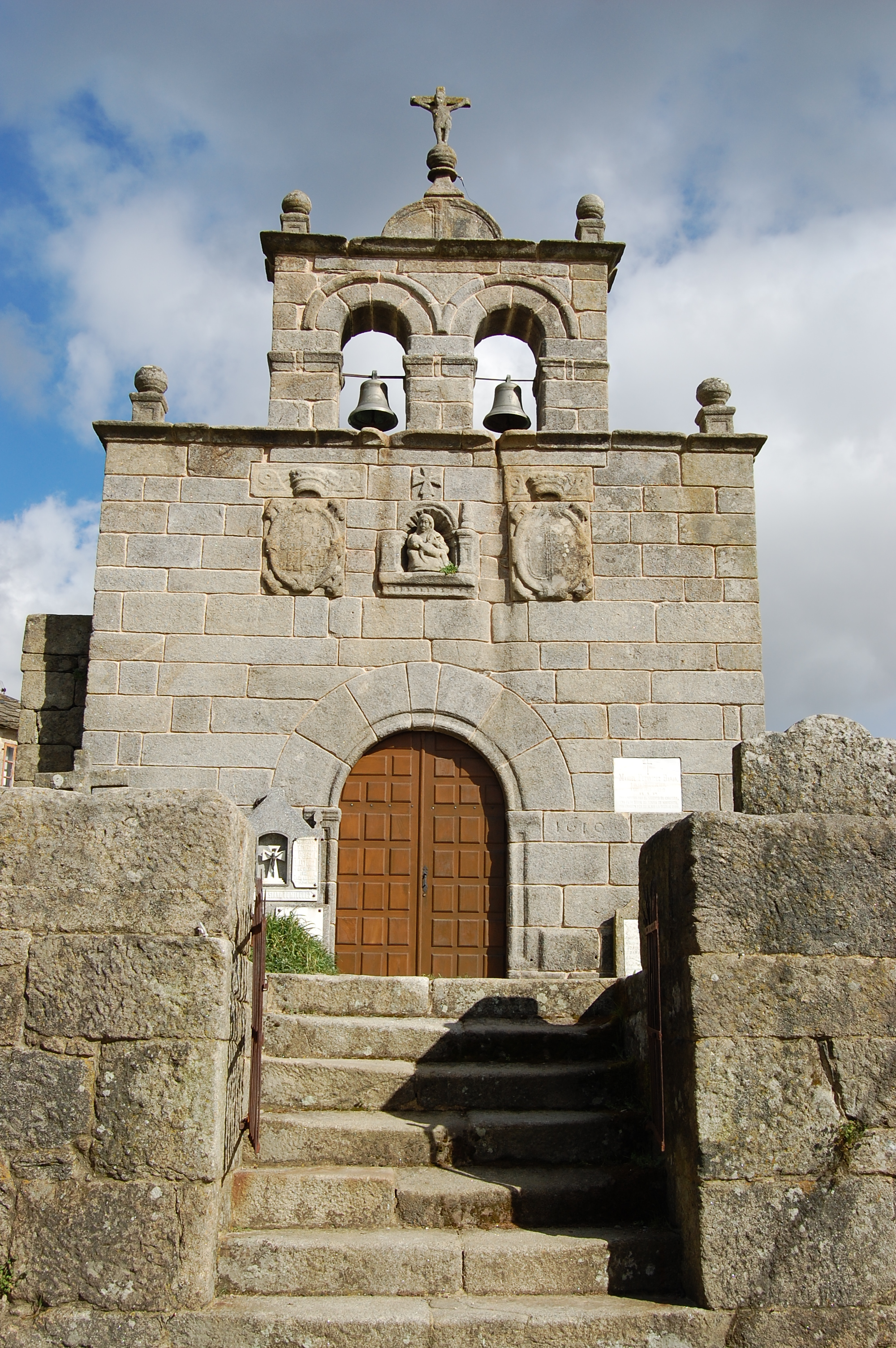
Церква Ла-Гудінья